# چهارقاش (فیروزآباد)
چهارقاش، روستایی در دهستان هایقر بخش جایدشت شهرستان فیروزآباد در استان فارس ایران است.

## جمعیت
بر پایه سرشماری عمومی نفوس و مسکن در سال ۱۳۹۵، جمعیت این روستا برابر با ۳۲ نفر (۹ خانوار) بوده است.